# Ligne Volturno

Lignes défensives allemandes préparées au sud de Rome.

La ligne Volturno (également connue sous le nom de ligne Viktor ; allemand : Volturno-Linie, Viktor-Linie, italien : Linea del Volturno) est une position défensive de la Wehrmacht en Italie établie pendant la campagne italienne de la Seconde Guerre mondiale.
La ligne démarrait de Termoli à l'est, longeait le long du fleuve Biferno, traversait les montagnes des Apennins jusqu'au fleuve Volturno à l'ouest.
À la suite de l'invasion alliée de l'Italie en septembre 1943, les forces allemandes mirent en place une série de lignes défensives à travers l'Italie, destinées à retarder l'avancée alliée. La ligne Volturno était la plus méridionale d'entre elles.

## 8earmée sur le Biferno (opérationDevon)

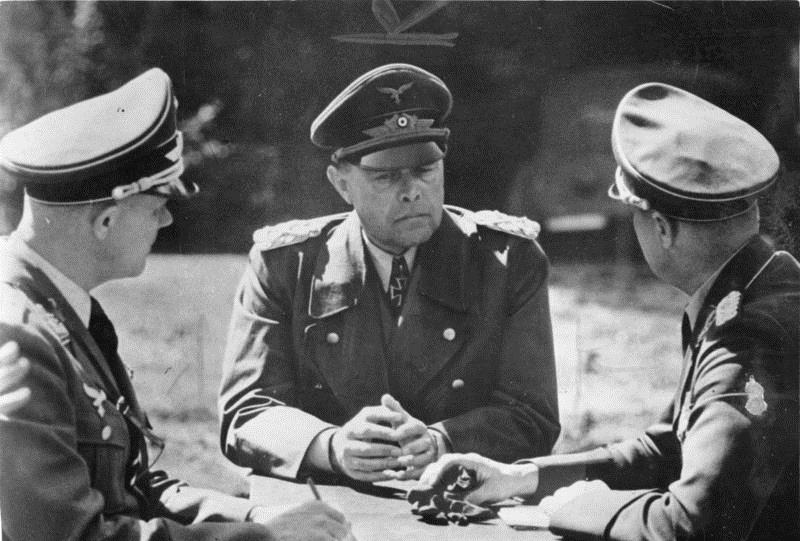
Commandant suprême allemand en Italie, le Generalfeldmarshall Albert Kesselring (1940).

En réponse à la pression croissante des Alliés sur le front de l'Adriatique, le 1er octobre, le commandant suprême allemand en Italie, le Generalfeldmarshall Albert Kesselring, ordonne à la 16e Panzerdivision de passer sur le front de l'Adriatique. Des éléments de la 11e brigade d'infanterie de la 78e division d'infanterie britannique traversent le Biferno à l'aube du 3 octobre 1943 à la suite d'un débarquement amphibie à Termoli par des commandos britanniques à 02 h 15. En fin de matinée, les deux éléments se rejoignent et pendant cette nuit-là, la 36e brigade de la 78e division peut être débarquée depuis la mer à Termoli. Cependant, des problèmes logistiques avaient empêché les Alliés de construire un pont robuste sur le Biferno et lorsque les gués au bulldozer sont rendus inutilisables après la traversée de 5 chars, aucun moyen n'est trouvé pour traverser le fleuve à un nombre important de chars pour soutenir l'infanterie. Un pont FBE (Folding Boat Equipment, pont flottant provisoire) plus léger est construit pour permettre à l'artillerie, à la reconnaissance et à d'autres véhicules de surmonter l'obstacle naturel. Le mouvement à l'est de la 16e Panzerdivision présente une menace majeure et imprévue pour l'infanterie alliée non soutenue. Lorsque la nouvelle de l'arrivée des blindés allemands arrive le 4 octobre, le commandant de la 78e division, le major-général Vyvyan Evelegh, demande la priorité à la 8e armée britannique, sous les ordres du général Bernard Montgomery, pour l'équipement de pontage. Au fur et à mesure de l'arrivage des blindés allemands, les troupes alliées de l'autre côté du Biferno sont contraintes de se mettre sur la défensive. Dans l'après-midi du 5 octobre, ils sont repoussés à moins d'un kilomètres de Termoli. Cependant, en même temps, les efforts effrénés 24 heures sur 24 des ingénieurs aboutiront à l'achèvement d'un pont Bailey permettant aux blindés canadiens et britanniques de traverser le Biferno. Ce soir-là, la 38e brigade irlandaise de la 78e division débarque par la mer à Termoli et repousse de justesse l'attaque allemande du lendemain matin dans des combats désespérés. En fin de matinée le 6 octobre, les Alliés sont à la manœuvre et en fin d'après-midi, les Allemands entament un repli vers les prochaines défenses préparées sur le fleuve Trigno, la ligne Barbara.

## 5earmée sur le Volturno

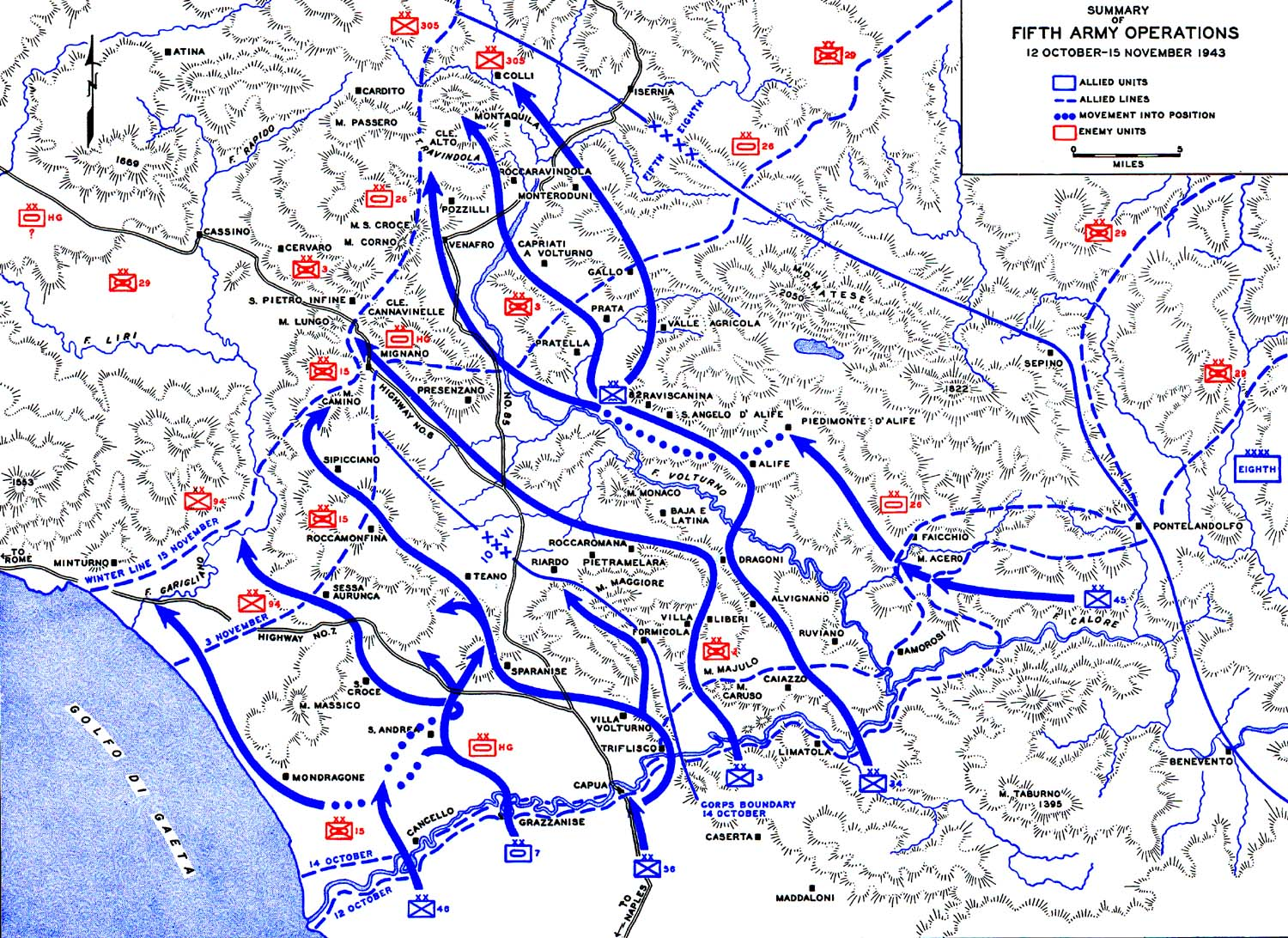
Résumé des opérations de la 5e armée américaine en Italie du 12 octobre au 15 novembre 1943.

Sur l'autre côte, la 5e armée américaine, commandée par le lieutenant-général Mark W. Clark, attaque à travers le Volturno dans la nuit du 12 octobre. Les Allemands utilisant des tactiques d'arrière-garde habilement en utilisant le terrain favorable à la défense, se retirèrent vers la prochaine ligne au nord (la ligne Barbara) que les Alliés atteignirent le 2 novembre.